# غيرالد فيرنير
غيرالد فيرنير (بالإنجليزية: Gerald Verner)‏ (1897-1980) كاتب أفلام رعب، كتب أكثر من 120 رواية تُرجمت إلى أكثر من 35 لغة. تم تحويل العديد منها المسلسلات في الإذاعة والمسرحيات والأفلام.

## روابط خارجية
- غيرالد فيرنير على موقع IMDb (الإنجليزية)
- غيرالد فيرنير على موقع قاعدة بيانات الفيلم (الإنجليزية)